# Општина Карца (Сибињ)
Карца (рум. Cârţa) општина је у Румунији у округу Сибињ.
Oпштина се налази на надморској висини од 413 m.

## Становништво
Према попису из 2021. у општини Карца живело је 1.042 становника. Већину становништва чине Румуни.
| Етнички састав према попису из 2021.‍ | Етнички састав према попису из 2021.‍ | Етнички састав према попису из 2021.‍ | Етнички састав према попису из 2021.‍ | Етнички састав према попису из 2021.‍ |
| ------------------------------------ | ------------------------------------ | ------------------------------------ | ------------------------------------ | ------------------------------------ |
|                                      |                                      |                                      |                                      |                                      |
| Румуни                               | Румуни                               |                                      | 860                                  | 82,53%                               |
| Немци                                | Немци                                |                                      | 47                                   | 4,51%                                |
| Мађари                               | Мађари                               |                                      | 9                                    | 0,86%                                |
| Остали                               | Остали                               |                                      | 4                                    | 0,38%                                |
| Непознато                            | Непознато                            |                                      | 122                                  | 11,71%                               |

## Насељена места
Општина се састоји од два насељена места:
- Карца - седиште општине
- Појеница